# ساندرا كيث
ساندرا كيث هي متسابقة بياثل كندية، ولدت في 11 ديسمبر 1980 في أوتاوا في كندا.

## وصلات خارجية
- ساندرا كيث على موقع IBU (الإنجليزية)
- ساندرا كيث على موقع أوليمبيديا (الإنجليزية)